# No Hands
No Hands è un singolo del rapper statunitense Waka Flocka Flame, pubblicato nel 2010 ed estratto dal suo primo album in studio Flockaveli. Il brano vede la partecipazione dei rapper Roscoe Dash e Wale.

## Tracce
- Download digitale

1. No Hands (featuring Roscoe Dash & Wale) – 4:22

## Video
Il videoclip della canzone è stato diretto da Motion Family e vede la partecipazione, con un cameo, di DJ Drama.

## Premi
- BET Hip Hop Awards
  - 2011: "Best Club Banger"

## Classifiche
| Classifica (2010-2011) | Posizione raggiunta |
| ---------------------- | ------------------- |
| Stati Uniti            | 13                  |